# Anillo romano
Un anillo romano es, en física teórica, una configuración de agujeros de gusano en la cual para cada agujero de gusano individual, la diferencia de tiempo que se produce a través de sus «bocas» es tal, que podría no permitir la formación de una curva cerrada de tipo tiempo o curva temporal cerrada (CTC). Si estos agujeros de gusano y sus respectivas «bocas» se disponen en la configuración adecuada la CTC podrá tendrá la posibilidad de formarse de nuevo.
Por ejemplo, un agujero de gusano que se formara entre la Tierra y la Luna cuyo extremo más alejado se encontrara a 0.5 segundos en el pasado no violaría el principio de causalidad, ya que la información enviada a dicho extremo a través del agujero de gusano y devuelta a través del espacio normal, llegaría a la Tierra 0.5 segundos después (-0.5 + 1 = 0.5) de que hubiera sido transmitida. Pero un agujero de gusano adicional en el sentido opuesto permitiría que la información estuviera de vuelta en la Tierra 1 segundo antes de que hubiera sido transmitida. 
Se han descrito aproximaciones basadas en la gravedad semiclásica, con el fin de incorporar los efectos cuánticos a la relatividad general, pero dichas aproximaciones parecen mostrar que la conjetura de protección de la cronología, postulada por el físico Stephen Hawking, falla a la hora de prevenir la formación de este tipo de anillos. Sin embargo, algunos expertos como Matt Visser afirman que existen razones para pensar que este tipo de aproximaciones son de escasa confianza en este contexto, y que una teoría más completa de la gravedad cuántica conservará intacta probablemente la conjetura de protección cronológica.

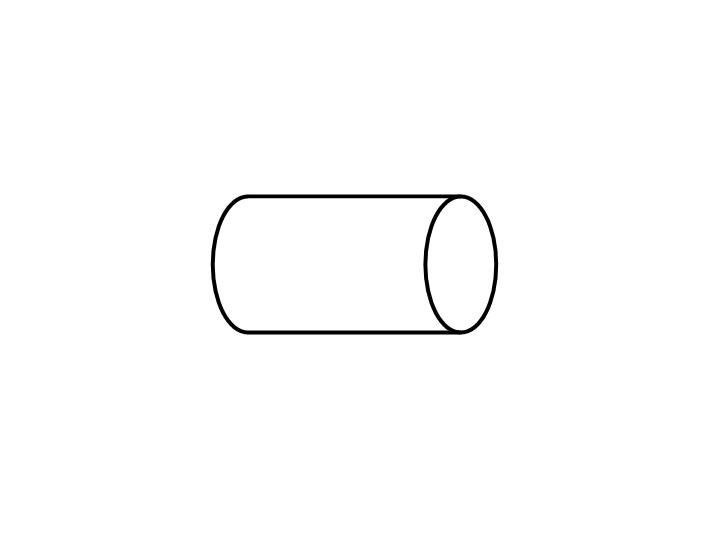
Un agujero de gusano sin CTC.

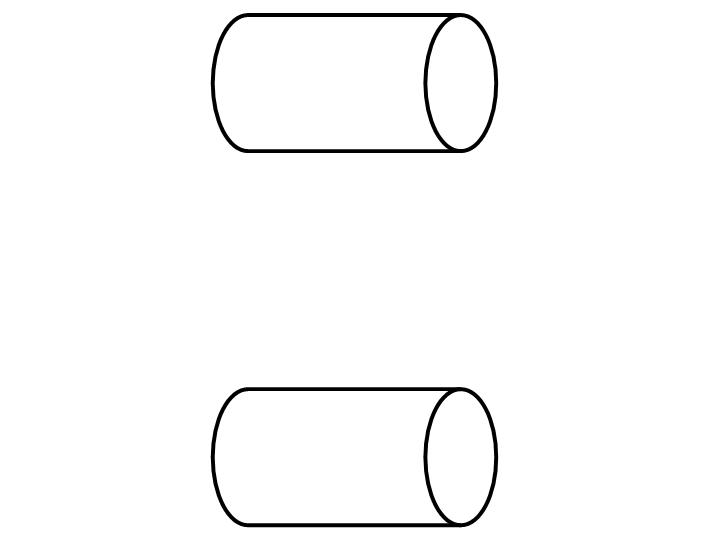
Un anillo Romano con dos agujeros de gusano.

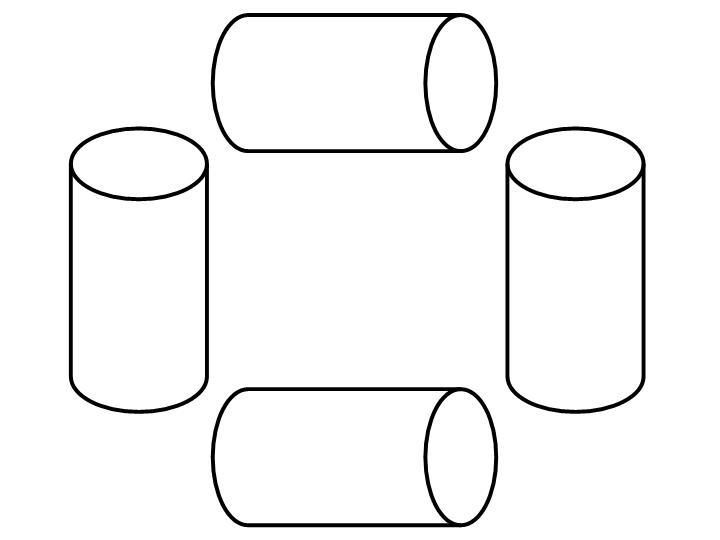
Un anillo Romano con cuatro agujeros de gusano.